# 维克托·尼诺夫
维克托·尼诺夫（1959年6月24日—）是保加利亚物理学家，也是致力于发现超重元素的前研究者。他是110号元素鐽、111号元素錀、112号元素鎶的共同发现者。
尼诺夫还声称发现了116号元素及118号元素，但后来的调查显示他伪造了发现这些元素的证据。该学术造假事件影响了许多研究机构的方针。

## 早期生活
1959年，维克托·尼诺夫在保加利亚人民共和国出生，在首都索非亚长大。1970年代初，尼诺夫和他的家人离开保加利亚人民共和国，来到西德，搬家多次。搬家后不久，尼诺夫的父亲失踪了，六个月后被发现死在保加利亚的山上，原因不明。

## 工作
维克托·尼诺夫就读于达姆施塔特工业大学。很快，他就展现出自己的才能。他擅长制造科学仪器，并为其编写分析程序。这使他找到了来自附近的亥姆霍兹重离子研究中心（GSI）的工作。他在那里攻读博士学位及从事新元素的博士后研究。
他由于具有相应的专业知识，他被授权可以独立操作计算机分析程序。他通过粒子加速器，用离子束轰击重元素，然后分析反应产物，共同发现了110号元素鐽、111号元素錀、112号元素鎶。虽然后来的调查发现尼诺夫伪造了110号元素和112号元素的数据的一部分，但实验的其他证据被证实未被篡改，因此他仍算是共同发现了这些元素。
尼诺夫曾在斯坦福大学工作。1996年，他受劳伦斯伯克利国家实验室（LBNL）聘为粒子加速器碎片传感器和分析程序的世界级专家。

## 造假
维克托·尼诺夫在LBNL工作时，羅伯特·斯莫蘭楚克提出假设，认为118号元素可通过86Kr与208Pb撞击产生。尼诺夫起初怀疑这个假设，称道：“我们不确定他（斯莫蘭楚克）错了多少个数量级。”不过，团队的其他人说服了尼诺夫去测试斯莫蘭楚克的假设。
尼诺夫和之前研究时一样，拥有计算机分析程序的唯一控制权。他还是整个团队里唯一会使用分析程序的人。1999年，尼诺夫和他的团队报道发现118号元素，还在其衰变链中发现116号元素。然而，其它实验室无法重现这一结果。
为了证明他们真的发现118号元素，研究团队再次检查了他们的仪器，重新尝试合成118号元素。尼诺夫又声称发现了118号元素的踪迹，但被一位同事驳回，并调查到底发生了什么。在调查原本发现118号元素的数据后，发现其中根本没有迹象表明存在118号元素和116号元素。调查持续一年，最后的结论说明尼诺夫通过伪造数据，误导了他的同事及所有人。
尼诺夫因接受调查而被停职，现已被解雇。团队里剩下的人则于2002年撤回了他们于1999年的发现。此外，有调查发现在尼诺夫之前在GSI、无人监督的科学研究中，其中两个事件（一个发现110号元素的事件及一个发现112号元素的事件）是假的。不过令人困惑的是，这两个假事件混杂在大量的真事件里，说明尼诺夫仍为110号元素及112号元素的共同发现者。虽然详情可能不太明朗或存在争议，但至少可以肯定维克托·尼诺夫对116号元素和118号元素的发现是错的。
2000–2002年，116号元素与118号元素最终由杜布纳联合原子核研究所发现，这两个元素后来分别命名为鉝与鿫。2010年，LBNL真正合成了一部分当时118号元素的衰变产物，观察到的性质不符合1999年的数据。尼诺夫一直坚称自己是无辜的。

### 对科学界的影响
由于尼诺夫曾被认为是非常受人尊敬的物理学家，因此调查结果震惊了科学界。因为尼诺夫1999年论文的许多共同作者在不知情的情况下都参与了学术造假，所以许多人在调查结束后感到不安。尼诺夫事件制定了更为严格的共同作者方针，包括明确共同作者的角色和职责，以及要求所有共同作者对他们已出版的作品负责任。
美国物理学会还呼吁加强研究机构的道德培训和监督，并赞助了多位演讲者，旨在使科学界安心及避免学术造假。尼诺夫的学术造假事件的报告与物理学界另一重大学术丑闻——舍恩事件的最终报告的发布时间相近，扩大了其影响。

## 个人生活
尼诺夫已离开物理学界，现居住在加州。他与妻子结婚23年，他的妻子卡罗琳·科克斯（Caroline Cox）是太平洋大学的历史系博士，于2014年因癌症而死。尼诺夫帮她完成她的作品《Boy Soldiers of the American Revolution》，该作品在她死后才出版。